# Ringsfield
Ringsfield – wieś w Anglii, w hrabstwie Suffolk, w dystrykcie East Suffolk. Leży 49 km na północny wschód od miasta Ipswich i 153 km na północny wschód od Londynu.